# Plevróna
Plevróna är en ort i Grekland.   Den ligger i prefekturen Nomós Péllis och regionen Mellersta Makedonien, i den norra delen av landet, 300 km norr om huvudstaden Aten. Plevróna ligger 67 meter över havet och antalet invånare är 276.
Terrängen runt Plevróna är platt österut, men västerut är den kuperad. Terrängen runt Plevróna sluttar österut. Runt Plevróna är det ganska tätbefolkat, med 104 invånare per kvadratkilometer. Närmaste större samhälle är Náousa, 11,0 km sydväst om Plevróna. Omgivningarna runt Plevróna är en mosaik av jordbruksmark och naturlig växtlighet.